# 탄도미사일 조기경보 체계

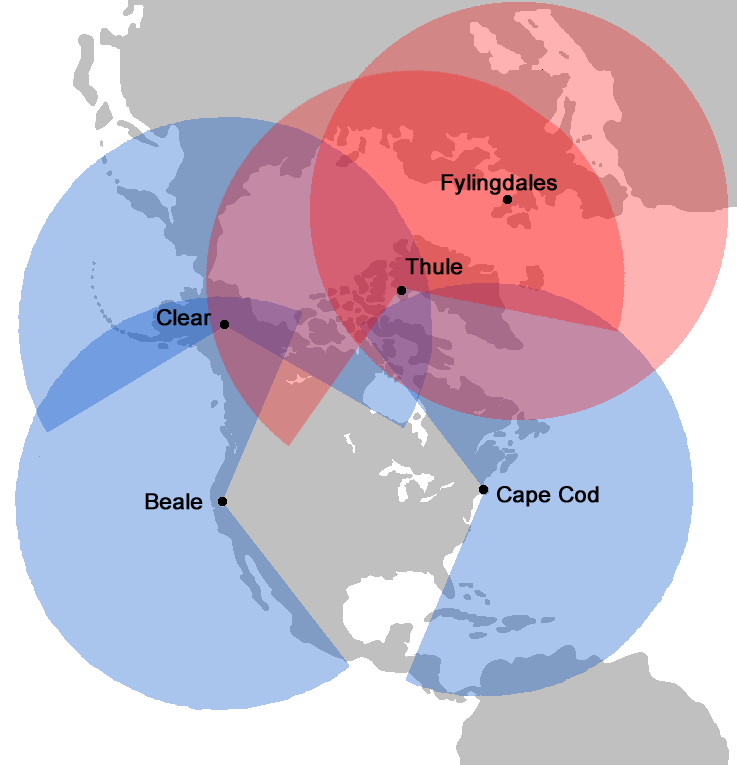
PAVE PAWS의 탐지범위는 파란색, BMEWS은 빨간색이다. 두 시스템의 보고는 콜로라도에 있는 샤이엔 마운틴 공군 기지로 보내진다.

탄도유도탄 조기경보 시스템(BMEWS:Ballistic Missile Early Warning System)은 미국 공군의 최초의 실전배치된 탄도 미사일 탐지 레이다이다.
최초의 시스템은 1959년에 제작되었다. 북반구의 극지방을 넘어서 날라오는 탄도 미사일에 대한 장거리 경보를 해주었다. 또한, 인공위성을 추적하기도 하였다.
다음의 세 곳에 설치되었다:
- 사이트 I- 그린란드 Thule Air Base에 있는 미국 공군 시설. 제12 우주 경보 비행대대가 운영한다. 북위 76°34′08″서경 68°19′05″
- 사이트 II - 알래스카 Clear Air Force Station에 위치한 2번째 미국 공군 시설. 북위 64°17′19″서경 149°11′22″
- 사이트 III - 영국 Fylingdales에 위치한 영국 공군 시설. 북위 54°21′42″서경 0°40′11″

세 곳의 시설은 1950년대에 설치한 그 구식 레이다를 40년이 넘도록 운용했다. 그러나 현재는 모두 위상 배열 레이다로 교체되었다.
Clear Air Force Station의 시설이 마지막으로 업그레이드 되었다. 이곳에는 2001년 텍사스에서 가져온 페이브 포스 레이다도 운영한다.

## 같이 보기
- 페이브 포스